# Настроювач (фільм)
«Настроювач» (рос. «Настройщик») — копродукційний трагікомедійний художній фільм 2004 року режисерки Кіри Муратової виробництва України та Росії. Сучасна інтерпретація мемуарів знаменитого російського сищика царських часів Аркадія Кошка.
Займає 75-80-у позицію у списку 100 найкращих фільмів в історії українського кіно.

## Сюжет
Витончене психологічне дослідження мотивів, що спонукали інтелігентного студента консерваторії розробити і втілити в життя аферу, яка дозволила йому привласнити гроші літньої пані…

## У ролях
- Георгій Делієв — Андрій
- Алла Демидова — Анна Сергіївна
- Ніна Русланова — Люба
- Рената Литвинова — Ліна
- Сергій Бехтерєв — шлюбний аферист
- Жан Даніель — працівник громадського туалету
- Наталія Бузько — Таня
- Ута Кільтер — продавчиня в магазині
- Леонід Кушнір — сліпий у трамваї
- Володимир Комаров
- Леонід Павловський
- Анатолій Падука
- Микола Седнєв
- Лілія Стіхіна
- Юрій Шликов
- Геннадій Тарасуль

## Творча група
- Сценарій: Сергій Четвертков, Євген Голубенко, Кіра Муратова
- Режисер-постановник: Кіра Муратова
- Оператор-постановник: Геннадій Карюк
- Композитор: Валентин Сильвестров,
- Художник-постановник: Євген Голубенко
- Художник по костюмах: Руслан Хвастов
- Виконавчий продюсер: Володимир Ігнатьєв
- Продюсер: Сергей Чліянц
- Звукооператори: Юхим Турецький, Олексій Шульга
- Режисер монтажу: Валентина Олійник

## Нагороди[5]
- 2005 Національна кінопремія «Ніка» (Росія) – Найкраща режисура (Кіра Муратова)
- 2005 Національна кінопремія «Ніка» (Росія)– Найкраща жіноча роль (Алла Демидова)
- 2005 Національна кінопремія «Ніка» (Росія) – Найкраща жіноча роль другого плану (Ніна Русланова)
- 2005 Головний приз «Золота лілія» «За атмосферу і блискучу гру акторів, що занурює в чарівний і забавний світ» на МКФ Центрально- і Східноєвропейських фільмів у Вісбадені, Німеччина
- 2005 Гран-прі МКФ «Євразія» в Алма-Аті, Казахстан
- 2005 Приз за Найкращу жіночу роль на МКФ «Євразія» в Алма-Аті, Казахстан (Алла Демидова)
- 2005 Приз за Найкращу жіночу роль другого плану на МКФ «Євразія» в Алма-Аті, Казахстан (Ніна Русланова)
- 2005 Гран-прі за найкращу чоловічу роль на Міжнародному акторському кінофестивалі «Стожари» у Києві, Україна (Георгій Делієв)
- 2005 Кінопремія «Золотий Орел», Росія – Найкраща жіночу роль (Алла Демидова)
- 2005 Кінопремія «Золотий Орел», Росія – Найкраща жіночу роль другого плану (Ніна Русланова)